# Wachttijd (verzekeringen)
Onder wachttijd wordt binnen verzekeringen verstaan een periode aan het begin van een verzekering waarin men wel verzekerd is maar geen aanspraak kan maken op uitkeringen. Men zal in beginsel wel premie moeten betalen, maar is niet verzekerd. Verzekeringsmaatschappijen stellen een wachttijd in om misbruik en adverse selectie te bestrijden.
Het principe van een verzekering is dat het risico van bepaalde schade op een groter collectief wordt afgewenteld waar alle deelnemers aan meebetalen. Sommige verzekerden zullen echter veel schade claimen, anderen weinig. En omdat er sprake is van asymmetrische informatie zullen verzekerden hier een beter inzicht in hebben dan anderen. De verzekerde kan nu besluiten om slechts een verzekering af te sluiten op het moment dat er schade te verwachten is. Hij of zij kan bijvoorbeeld besluiten pas een rechtsbijstandsverzekering af te sluiten wanneer er een juridisch conflict begint te lopen, of een ziektekostenverzekering als hij merkt dat zijn gezondheid slechter wordt, of een autoverzekering als hij net zijn auto total loss heeft gereden.
De premielasten zouden hierdoor stijgen waardoor nog meer verzekerden zouden afhaken. Dit wordt veroorzaakt door adverse selectie: kandidaten die al schade hebben of verwachten selecteren zichzelf als verzekerden. Uiteindelijk zal de verzekering niet meer kunnen functioneren.
Om deze reden geldt een wachttijd zodat verzekerden niet pas een verzekering afsluiten als ze schade verwachten. Bovendien komt op het moment van het afsluiten van de verzekering bestaande schade niet voor vergoeding in aanmerking. Deze wachttijd is vaak 6 maanden of een jaar, tenzij men kan aantonen dat men al voor het afsluiten van de verzekering een soortgelijke verzekering had waar premie op betaald werd. De Vlaamse zorgverzekering kent voor bepaalde categorieën verzekerden zelfs een wachttijd van 5 jaar.
Voor verzekerden die te goeder trouw zijn kan een wachttijd echter wrang uitpakken. Men meent een verzekering te hebben afgesloten waar men bovendien voor betaalt, en mag uiteindelijk toch geen recht op uitkering doen gelden. Bij verplichte verzekeringen, zoals de ziektekostenverzekering, doet zich bovendien de vraag voor of wachttijden nog wel zinvol zijn. Men moet zich immers sowieso verplicht verzekeren, en deze verzekering kan desnoods worden afgedwongen. Nederlandse ziektekostenverzekeringen kennen dan ook geen wachttijd.